# بوالو، کبک
بوالو (به فرانسوی: Boileau) شهری در منطقه شهری پاپینو ناحیه اوتاوه در استان کبک کانادا است. در سرشماری سال ۲۰۱۱ این شهر ۲۵۳ نفر جمعیت داشته‌است و مساحت آن ۱۳۶٫۲۲ کیلومتر مربع است.